# Fresia (gemeente in Chili)
Fresia is een gemeente in de Chileense provincie Llanquihue in de regio Los Lagos. Fresia telde 12.261 inwoners in 2017.
- Library of Congress Control Number: n82235098
- Nationale Bibliotheek van Israël: 987007557536105171
- Virtual International Authority File: 140441883